# Alenia Aeronautica
Alenia Aeronautica je italijansko letalsko/vesoljsko podjetje. Njene podružnice so Alenia Aermacchi in Alenia Aeronavali.  Alenia Aeronautica ima 50-% delež pri proizvajalcu turbopropelerskih regionalnih potniških letal ATR. Januarja 2012 se je družba reorganizirala v Alenia Aermacchi.
Podjetje Alenia Aeronautica je bilo ustanovljeno leta 1990, ko je Finmeccanica preuredila podjetji Aeritalia in Selenia. Alenia je sodelovala pri načrtovanju Eurofighterja in drugih evropskih obrambnih programov. 
Turbopropelerksko letalo C-27J je izbralo ameriško obrambno ministrstvo kot Joint Cargo Aircraft. Pogodba naj bi obsegala 78 letal, vrednih 2,04 milijard ameriških dolarjev.

### Letala
- Alenia C-27J Spartan
- ATR 42
- ATR 72

### Brezpilotna vojaška letala
- Alenia Aeronautica ITV
- Alenia Aermacchi Sky-X
- Alenia Aermacchi Sky-Y

### Sodelovanje
- Eurofighter z EADS-om in BAE Systems
- AMX International z Embraerjem
- Panavia Tornado
- nEUROn Unmanned Combat Aerial Vehicle
- Boeing 787

### Vodene rakete
- Aspide